# Lomma församling
Lomma församling är en församling i Torna och Bara kontrakt i Lunds stift. Församlingen ligger i Lomma kommun i Skåne län och utgör ett eget pastorat.

## Administrativ historik
Församlingen har medeltida ursprung. 
Församlingen var tidigt moderförsamling i pastoratet Lomma och Flädie för att därefter från omkring 1679 till 1870 vara moderförsamling i pastoratet Lomma, Fjelie och Flädie. Församlingen utgör sedan 1870 ett eget pastorat.

## Organister
| Verksam | Namn                  | Levnadstid | Övrigt |
| ------- | --------------------- | ---------- | ------ |
| 1961–   | Gunnar Evald Jonasson | 1909–      | [ 4 ]  |

## Kyrkor
- Lomma kyrka